# Campeonato Brasileiro de Beisebol de 2007
O LXI Campeonato Brasileiro de Beisebol, que aconteceu entre 12 de outubro e 11 de novembro de 2007, teve a equipe de Atibaia como campeã, derrotando o Nippon Blue Jays na final.